# Фалеків вірш
Фалеків одинадцятискладник, Фалеків гендекасилаб, Фалеків розмір, Фалеків вірш та ін. (від імені грецького поета Фалека, III ст. до н. е.) — одинадцятискладний віршовий розмір античної поезії, різновид Логаеда.

## Коротка характеристика
Структура фалекова одинадцатискладника у греків:
```
O O - ∪ ∪ - ∪ - ∪ - ∪
```

першою 2-складною стопою можеть бути спондей, ямб або хорей (так звана еолійська база).
У латинській поезії одиннадцятискладник починається з двох довгих складів:
```
- - - ∪ ∪ - ∪ - ∪ - ∪
```

Використовувався у давньогрецькій поезії у Сапфо, Анакреонта, Каллімаха та ін.
Улюблений розмір Катулла; зустрічався також у інших римських поетів (у Марціала, Стація).